# Anders Gustaf Jönsson
Anders Gustaf Jönsson i riksdagen kallad Jönsson i Mårarp, född 12 oktober 1831 i Ryssby socken, Sunnerbo, död 19 november 1917 i Mårarp Lunden, Ryssby, var en svensk hemmansägare, nykterhetsivrare och riksdagsman i andra kammaren 1884–1902.

## Biografi
Anders Gustaf Jönsson föddes på torpet Skäppeboda i Ryssby socken. Efter giftermål med Britta Stina Jaensdotter övertog de hustruns fädernegård, hemmanet Mårarp Lunden i Ryssby. 
Jönsson var en av pionjärerna inom den frikyrko- och nykterhetsrörelse, som vann stor spridning i många delar av landet. Med starkt stöd från dessa folkrörelser invaldes han år 1884 till riksdagens andra kammare för Sunnerbo domsagas östra valkrets (åren 1891–1895 var valkretsindelningen annorlunda, han var dessa år invald av Sunnerbo domsagas valkrets). Han avgick år 1902, vid 70 års ålder, efter att ha bevistat 20 riksdagar. 
Jönsson i Mårarp, som han benämndes i riksdagen, tillhörde Lantmannapartiet och ställde sig på den sida som ivrade för spannmålstullar. Totalt skrev han 20 egna motioner i riksdagen där hans egna motioner ger uttryck för en liberal samhällssyn med starkt intresse för utbildningsfrågor och frågor som gällde yttrande- och religionsfrihet. I försvarsfrågan, som var aktuell vid denna tid, drev han kravet på rimlig ersättning åt de värnpliktiga. Efter utredning om de postanställdas arbetsförhållanden krävde han strikta regler för deras arbetstider. Ett flertal av motionerna gällde rusdryckslagstiftningen en handlade om upphävande av gällande lag angående morgongåva en annan om statligt stöd till undervisningsböcker för folkskolan.
Jönsson höll föredömligt god kontakt med sina valmän. Det skedde bl.a. genom s.k. folkmöten, som utlystes i kyrkorna. Vid dessa möten fördes protokoll med sammanfattningar, som gav tydliga anvisningar om hur deras riksdagsman borde förhålla sig till tidens viktigaste frågor som tullfrågan och försvarsfrågan. Visserligen hade han själv full handlingsfrihet, men han var lyhörd för valmännens åsikter. Inför viktiga avgöranden samlades utvalda valmän till "politiska samtal" i Mårarpslund. De som hade rösträtt i Sunnerbo borde alltså haft stora möjligheter att påverka sin riksdagsman. Jönsson var en välkänd folktalare och anlitades flitigt vid såväl politiska som frikyrko- och nykterhetsmöten. Hans budskap förmedlades med folklig, ibland burlesk, humor.

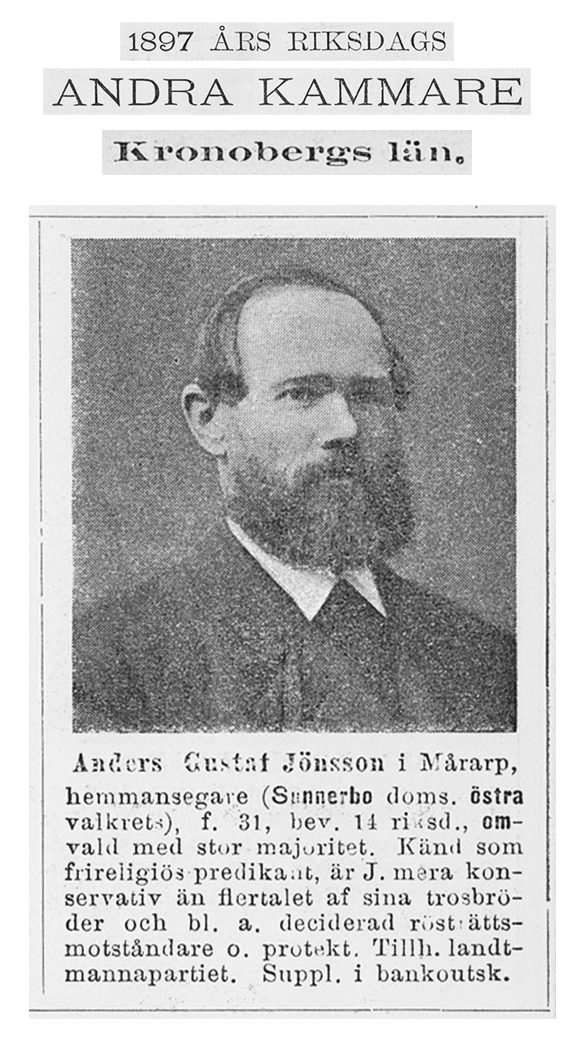
1897 års riksdag
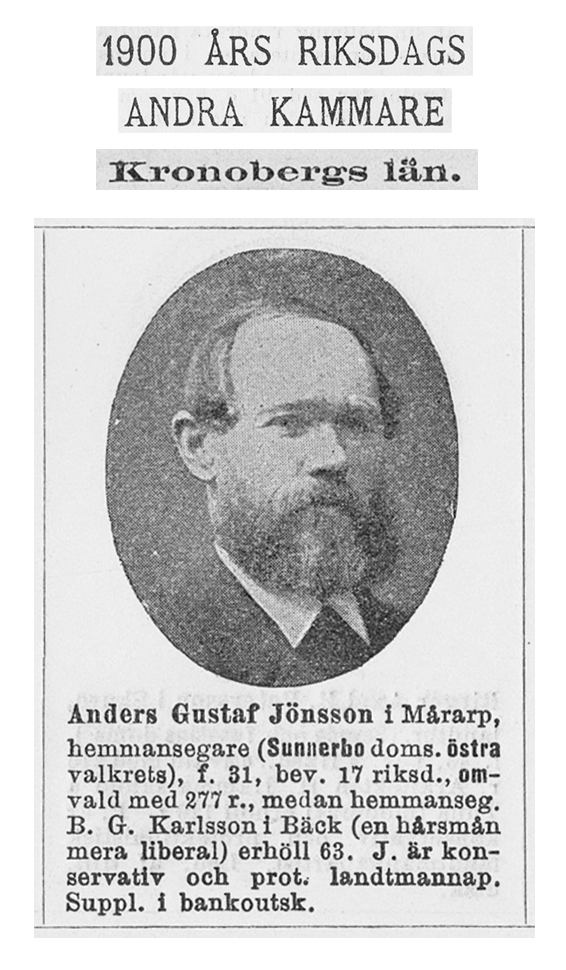
1900 års riksdag